# عدسة صلبية

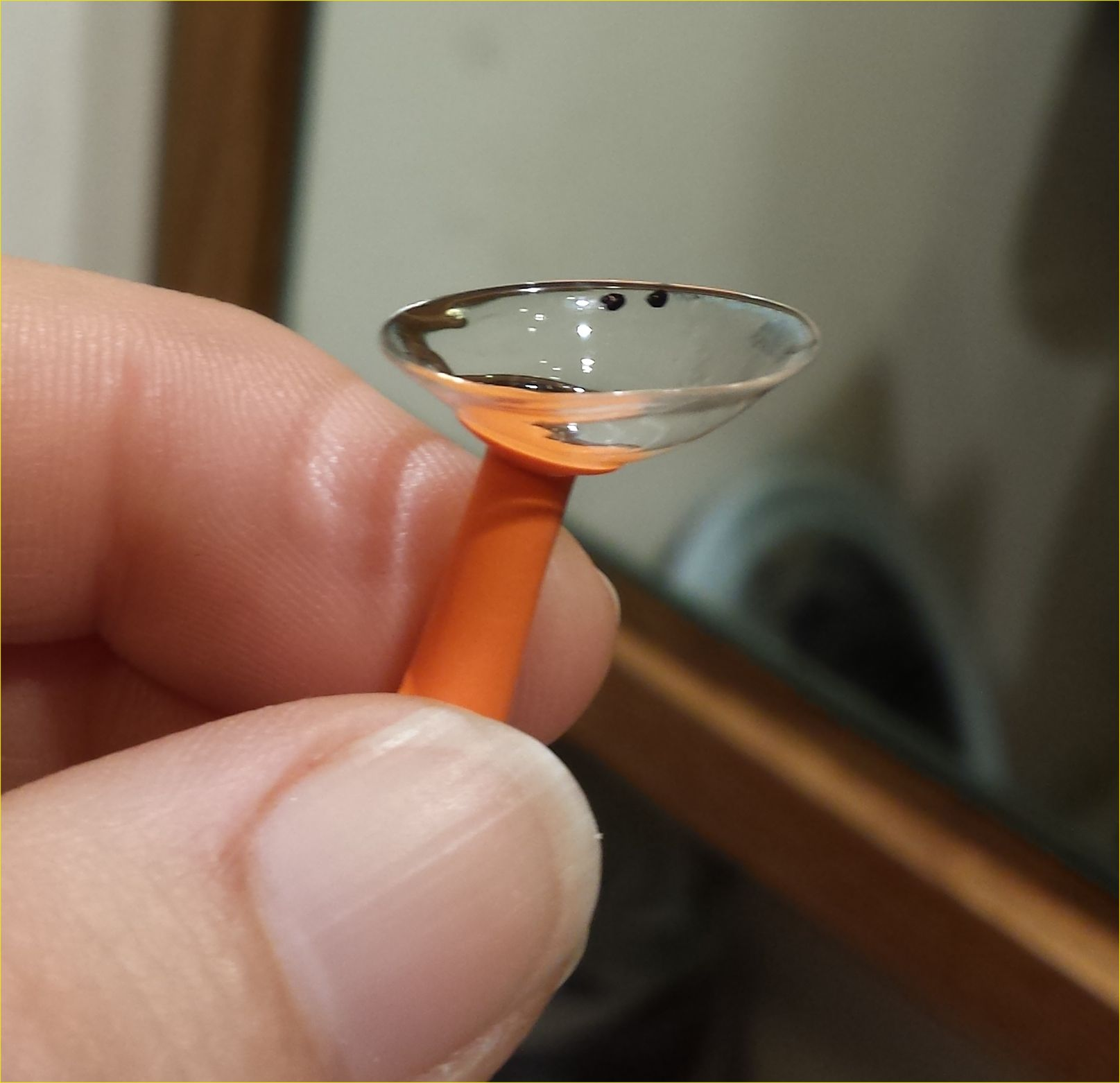
صورة جانبية لعدسة صُلبيَّة تُظهر تقور العدسة وكبر قطرها

عَدَسَة صُّلْبِيَّة (بالإنجليزية: Scleral lens) نوع من العدسات اللاصقة التي تستخدم لتصحيح النظر وتتميز بأنها تُثَّبت على الصُّلْبَة (بياض العين) على النقيض من العدسات اللاصقة الشائعة التي تُثَّبت على القرنية. وتمتاز العدسة الصُّلبية بأنها عدسةٌ ذات قطر كبير تسمح بتكوين حجرة بين العدسة والقرنية تُملأ بسائلٍ فتوفر العدسات الصُّلبية راحةً أكبر وثباتية عالية لدى بعض المرضى مقارنة بغيرها من العدسات. تُستخدم العدسات الصُّلبية لعلاج أنواع من العلل البصرية التي لا يمكن علاجها بأساليب أخرى أو حين تكون العدسات اللاصقة الأخرى غير مناسبة للمريض (كأن يكون ارتدائها متعباً أو يتسبب بتحسس بقرنية المريض).

## تاريخ
صنعت أول العدسات الصُّلبية بعقد 1880، وكانت تصنع من الزجاج، لكن قل استخدامها لكون المواد المستخدمة بصناعتها لاحقاً لم تكن نافذة للغاز. عاد إنتاج العدسات الصُّلبية حين شاع استخدام مواد نافذة للغاز بصناعة العدسات الصلبة النفاذة للغاز. فتصنع العدسات الصلبية الآن من بوليمر نافذ للأوكسجين، وبكونها مثبتة على الصلبة، فهي تترك حجرة ضئيلة فوق القرنية تملئ بسائل خاص.

## الاستخدامات

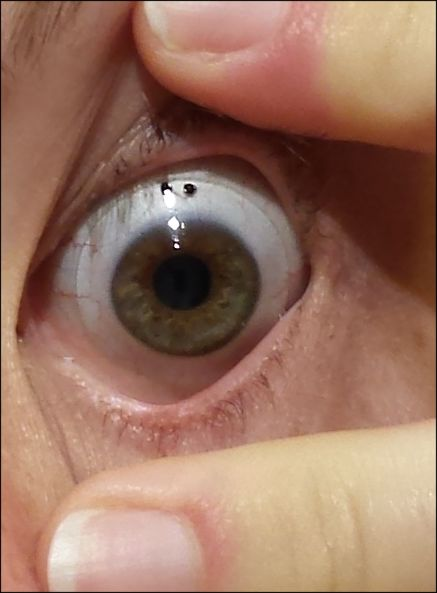
عَدَسَةٌ صُلبيَّةٌ فِيِ عَيْنِ مَرِيْضٍ. لاحِظْ بَأنْهَا رَاسِيَةٌ عَلَى صُلْبَةِ العَيْنِ.

تستخدم العدسات الصُّلبية لعلاج بعض الحالات من مثل:
- القرنية المخروطية
- متلازمة ستيفنز جونسون
- متلازمة شوغرن
- غياب القزحية (بالإنجليزية: aniridia)
- متلازمة العين الجافة (بالإنجليزية: dry eye syndrome)
- قصور العين (بالإنجليزية: Microphthalmia)
- التهاب القرنية العصبي (بالإنجليزية: neurotrophic keratitis)
- قرح القرنية (بالإنجليزية: corneal ectasia)
- زيغ بصري بمراتب عليا (بالإنجليزية: higher order aberrations of the eye)
- متنكس الشفاف (بالإنجليزية: pellucid degeneration)
- ضاعفات ما بعد زرع القرنية
- مضاعفات ما بعد الليزك